# Christian Calliess

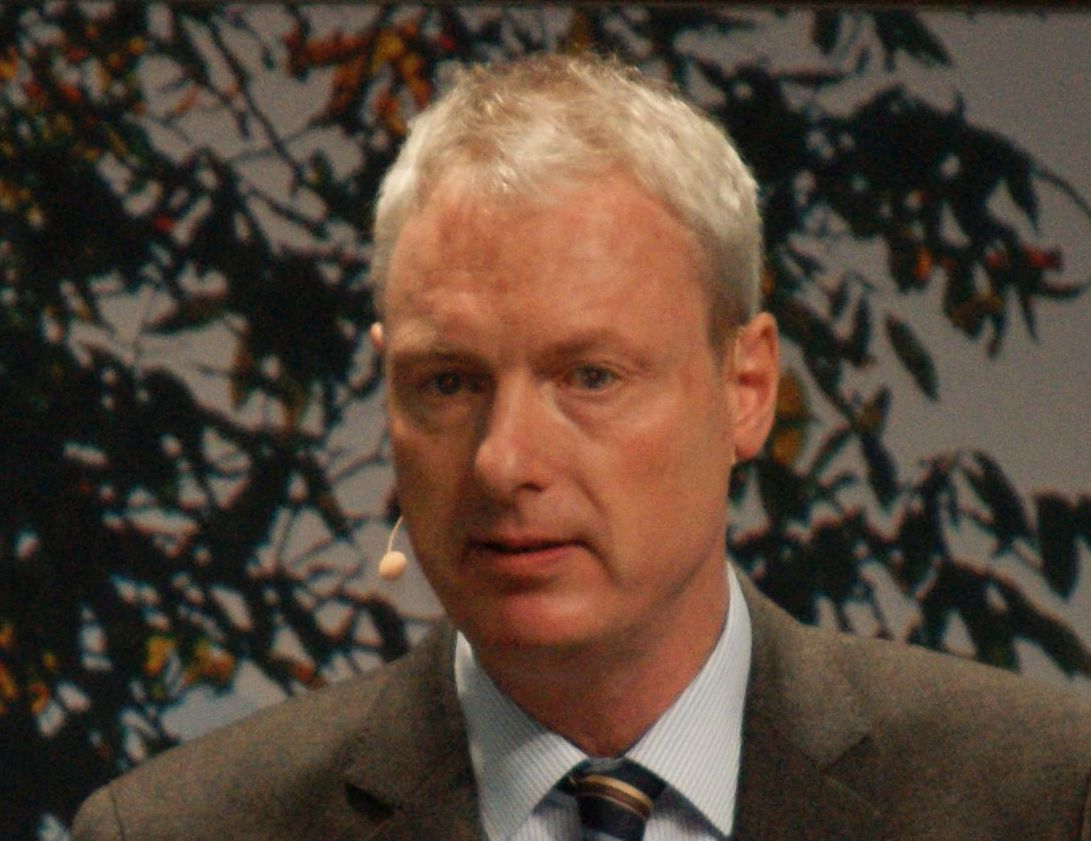
Christian Calliess anlässlich der Veranstaltung „Subsidiarity as building principle of the European Union“ in Bregenz, Vorarlberg, Österreich am 16. November 2018

Christian Calliess (* 5. November 1964 in Düsseldorf) ist ein deutscher Rechtswissenschaftler und Professor für Öffentliches Recht und Europarecht an der Freien Universität Berlin.

## Leben
Calliess studierte Rechtswissenschaft an der Universität des Saarlandes und der Georg-August-Universität Göttingen. In Saarbrücken absolvierte er parallel ein Studium am Europa-Institut im Aufbaustudiengang „Europäische Integration“. 1990 legte er seine Erste Juristische Staatsprüfung in Göttingen ab. Von 1990 bis 1991 war er Stipendiat im Postgraduiertenstudiengang des Europakollegs in Brügge, den er mit Diplom und Master (LL.M. Eur) abschloss.
Zwischen 1991 und 1995 absolvierte er sein Referendariat am Kammergericht in Berlin mit einer Station im Juristischen Dienst der EG-Kommission und am Oberverwaltungsgericht Berlin-Brandenburg, von dem er 1993 zur Fertigstellung der Dissertation mit Unterstützung eines Stipendiums beurlaubt wurde. 1995 legte er die Zweite Juristische Staatsprüfung in Berlin ab. Im selben Jahr wurde er an der Universität Saarbrücken mit einer Arbeit zum Thema Subsidiaritäts- und Solidaritätsprinzip in der EU unter der Betreuung von Georg Ress am dortigen Europa-Institut promoviert.
Von 1995 bis 2000 war Calliess Wissenschaftlicher Assistent am Europa-Institut der Universität des Saarlandes am Lehrstuhl von Torsten Stein. 2000 folgte seine Habilitation mit einer Arbeit zum Thema Rechtsstaat und Umweltstaat – Zugleich ein Beitrag zur Grundrechtsdogmatik im Rahmen mehrpoliger Verfassungsrechtsverhältnisse unter der Betreuung der Professoren Stein und Ress. Die Arbeit wurde 2001 mit dem aus Anlass ihres 25-jährigen Bestehens ausgelobten Umweltpreis der Gesellschaft für Umweltrecht in Berlin ausgezeichnet. Calliess erhielt die Venia legendi für Verfassungsrecht und Verwaltungsrecht, Europarecht und Internationales Öffentliches Recht.
2000/01 übernahm er eine Vertretungsprofessur an der Johann Wolfgang Goethe-Universität in Frankfurt am Main. 2001 folgte ein Ruf an die Karl-Franzens-Universität Graz, wo er zudem 2002 Direktor des Instituts für Europäisches Recht wurde. 2003 erhielt er Rufe an die Friedrich-Alexander-Universität Erlangen-Nürnberg und an die Georg-August-Universität Göttingen. An letzterer war er von 2003 bis 2008 Inhaber des Lehrstuhls für öffentliches Recht und Europarecht sowie Direktor des Instituts für Völkerrecht und Europarecht und des Instituts für Landwirtschaftsrecht.
2008 nahm Calliess einen Ruf an die Freie Universität Berlin an, wo er seit Sommersemester 2008 Inhaber des dortigen Lehrstuhls für Öffentliches Recht und Europarecht ist. Darüber hinaus ist er seit 2001 Lehrbeauftragter im Postgraduiertenstudiengang Europäische Integration des Europa-Instituts der Universität des Saarlandes, Sektion Rechtswissenschaft und seit 2003 Lehrbeauftragter im Postgraduiertenstudiengang EURO-JUS Legal Studies of Excellence der Donau-Universität Krems.
Zum 1. Juli 2008 wurde Calliess als juristisches Mitglied in den Sachverständigenrat für Umweltfragen (SRU) berufen. Der 1971 eingerichtete SRU berät die Bundesregierung und bewertet aktuelle politische Initiativen in allen wichtigen umweltpolitischen Handlungsfeldern. Im Juli 2009 wurde Calliess von der Europäischen Kommission ein personenbezogener Jean-Monnet-Lehrstuhl verliehen.
Er ist Richter im Nebenamt am Oberverwaltungsgericht Berlin-Brandenburg.
Christian Calliess’ Vater ist der Strafrechtler Rolf-Peter Calliess. Sein Bruder Gralf-Peter Calliess lehrt als Professor für Zivilrecht an der Universität Bremen.

## Forschungsschwerpunkte
Einen Schwerpunkt seiner wissenschaftlichen Arbeit bilden das Europa- und das Umweltrecht. Zu beiden Bereichen publizierte er zahlreiche Aufsätze, u. a. die jeweiligen Artikel in verschiedenen juristischen Handbüchern.
Einen weiteren Schwerpunkt seiner Arbeit bildet das Verfassungsrecht (u. a. Abhandlungen zur Auswärtigen Gewalt) sowie der Grund- und Menschenrechtsschutz (u. a. die Schutzpflichten und die Europäische Grundrechtecharta).

## Schriften
Als Autor
- Subsidiaritäts- und Solidaritätsprinzip in der Europäischen Union: Vorgaben für die Anwendung von Art. 3b EGV am Beispiel der gemeinschaftlichen Wettbewerbs- und Umweltpolitik. Baden-Baden 1996 (Dissertation, Universität des Saarlandes, 1995); 2., aktualisierte und überarbeitete Auflage 1999, ISBN 3-7890-5946-3.
- Rechtsstaat und Umweltstaat: Zugleich ein Beitrag zur Grundrechtsdogmatik im Rahmen mehrpoliger Verfassungsrechtsverhältnisse. Tübingen 2001, ISBN 3-16-147578-X (Habilitationsschrift, Universität des Saarlandes, 2000).
- Europarecht: Über die Köpfe von Ländern und Kommunen hinweg? Burgwedel 2006, ISBN 3-9808773-2-9.

Als Herausgeber
- Mit Matthias Ruffert: EUV/EGV: Kommentar des Vertrages über die Europäische Union und des Vertrages zur Gründung der Europäischen Gemeinschaft. Neuwied 1999; 4., aktualisierte und überarbeitete Auflage: EUV, AEUV: Das Verfassungsrecht der Europäischen Union mit Europäischer Grundrechtecharta. Kommentar. München 2011, ISBN 978-3-406-61449-1.
- Mit Matthias Ruffert: Verfassung der Europäischen Union: Kommentar der Grundlagenbestimmungen. München 2006, ISBN 3-406-54717-6.
- Verfassungswandel im europäischen Staaten- und Verfassungsverbund. Tübingen 2007, ISBN 978-3-16-149503-8.

## Habilitationen
Bei Calliess habilitierten sich
- Stefan Korte, Professor an der Deutschen Universität für Verwaltungswissenschaften Speyer.